# Иран на летних Олимпийских играх 1960
Иран принимал участие в Летних Олимпийских играх 1960 года в Риме (Италия) в пятый раз за свою историю, и завоевал одну серебряную и три бронзовых медали.

## Медалисты
| Медаль  | Спортсмен                | Вид спорта       | Дисциплина                              |
| ------- | ------------------------ | ---------------- | --------------------------------------- |
| Серебро | Голамреза Тахти          | Борьба           | Мужчины, вольная борьба, до 87 кг       |
| Бронза  | Хасан Эсмаэйл Элмхаа     | Тяжёлая атлетика | Мужчины, до 56 кг                       |
| Бронза  | Мохаммад Эбрахим Сейфпур | Борьба           | Мужчины, вольная борьба, до 52 кг       |
| Бронза  | Мохаммад Пазираи         | Борьба           | Мужчины, греко-римская борьба, до 52 кг |